# Инаугурация Бориса Ельцина (1996)
Вторая инаугурация Первого Президента России Бориса Николаевича Ельцина состоялась 9 августа 1996 года в Государственном Кремлёвском дворце и длилась около тридцати минут. Президентскую присягу проводил Председатель Конституционного Суда Российской Федерации Владимир Туманов.

## Церемония
Изначально церемонию планировалось провести на Соборной площади Московского Кремля, перед Красным крыльцом, но в последний момент в целях экономии средств от этого отказались. Из-за тяжёлого состояния здоровья Бориса Ельцина после перенесённого инфаркта церемония инаугурации была сокращена с двух часов до получаса, а речь президента длилась всего 45 секунд. Комиссию по подготовке к вступлению в должность вновь избранного президента возглавил глава администрации президента Анатолий Чубайс.
Торжественное открытие церемонии инаугурации началась с выноса в зал штандарта Президента России, государственного флага России, знака президента России и специального экземпляра Конституции России. После внесения символов президента на сцену были приглашены председатель Конституционного суда РФ Владимир Туманов, председатель Правительства России Виктор Черномырдин, председатель Совета Федерации Егор Строев, председатель Государственной Думы Геннадий Селезнёв, председатель ЦИК РФ Николай Рябов и Патриарх Московский и всея Руси Алексий II.
После двенадцатого удара курантов в зал вошёл президент Борис Ельцин. Затем председатель ЦИК России Николай Рябов поздравил Бориса Ельцина с избранием на второй срок и вручил удостоверение президента Российской Федерации. После выступления Рябова председатель Конституционного Суда Владимир Туманов призвал Ельцина принять присягу. Согласно статье 82 Конституции РФ, Борис Ельцин принял присягу, положив правую руку на Конституцию: Клянусь при осуществлении полномочий президента Российской Федерации уважать и охранять права и свободы человека и гражданина, соблюдать и защищать Конституцию Российской Федерации, защищать суверенитет и независимость, безопасность и целостность государства, верно служить народу.
После принятия присяги прозвучала «Патриотическая песня», которая являлась официальным гимном России в период с 23 ноября 1990 по 25 декабря 2000 года, а над Сенатским дворцом поднялся президентский штандарт. После того как гимн закончился, председатель Совета Федерации Егор Строев возложил знак президента России на Бориса Ельцина — на 2024 год это единственный раз, когда избранный президент России надевал на себя президентский знак.
На церемонии присутствовало около 4500 гостей, среди которых были члены правительства и администрации президента, депутаты Государственной Думы, члены Совета Федерации (в их числе главы субъектов России), судьи Конституционного Суда России, общественные и влиятельные политические деятели, главы дипломатического корпуса, а также руководители стран СНГ.